# Alcime Renaudot
Alcime Renaudot est un homme politique français né le 27 avril 1868 à Brussey (Haute-Saône) et décédé le 26 juillet 1962  à Besançon (Doubs).

## Biographie
Notaire à Besançon, il ne s'intéresse à la politique qu'après la Première Guerre mondiale. En 1919, il est élu maire de Brussey et conseiller général du canton de Marnay. Il est sénateur de la Haute-Saône de 1927 à 1935, et siège à la Gauche démocratique, puis à l'Union républicaine, se consacrant aux sujets qui lui sont familiers de par sa profession de notaire.

## Sources
- « Alcime Renaudot », dans le Dictionnaire des parlementaires français (1889-1940), sous la direction de Jean Jolly, PUF, 1960 [détail de l’édition]